# Bagienka
Bagienka (Bagienko) – zespół trzech śródleśnych jezior wytopiskowych położonych w Borach Tucholskich, w gminie Lubichowo, w powiecie starogardzkim województwa pomorskiego na północ od Mermetu. Powierzchnia największego Jeziora Bagienko (środkowego) wynosi 6,8 ha. Po obu jego stronach, północno-zachodniej i południowo-wschodniej, znajdują się dwa mniejsze jeziora leśne – również o nazwie „Bagienko”.